# Vinogradnoe
Vinogradnoe (in russo Виногра́дное?)  è una città della Moldavia controllato dalla autoproclamata repubblica di Transnistria. È compreso nel distretto di Grigoriopol